# Rusinowo (powiat świdwiński)
Rusinowo (niem. Rützenhagen) – wieś w Polsce, położona w województwie zachodniopomorskim, w powiecie świdwińskim, w gminie Świdwin.
Powierzchnia sołectwa 16,6 km², 483 mieszkańców.
W Rusinowie znajdują się ślady grodziska z IX–XI w. 26 czerwca 1726 r. pożar strawił połowę wsi. Latem 1760 przebywały tu wojska rosyjskie. Uwłaszczenie objęło 12 gospodarzy, którzy musieli płacić roczną rentę po 50 talarów i częściowo w zbożu (do 1851). Mieściła się tu siedziba parafii ewangelickiej. W 1852 r. zbudowano kościół. Od 1879 r. istniała agentura pocztowa. Pod koniec XIX w. działała cegielnia i szkółka dwuklasowa, zainstalowano urządzenia telegraficzne. W 1901 r. wybudowano szosę do Świdwina. U progu I wojny światowej w miejscowej szkole pracowało dwóch nauczycieli. W wyborach w marcu 1939 r. na Hitlera padło 371 głosów. 3 marca 1945 r. wieś wyzwoliły jednostki radzieckie 3. Armii Uderzeniowej. W 1963 r. wybudowano szkołę. W 1964 r. ukończono budowę drogi do Osowa. W 1968 r. powstała międzykółkowa baza maszynowa.
Obecnie Rusinowo jest siedzibą sołectwa obejmującego miejscowości: Rusinowo, Bedlno, Blizno, Karpno, Kawczyno, Kłośniki, Kowanowo, Przybyradz, Śliwno. Niektórzy mieszkańcy Rusinowa są członkami zespołu folklorystycznego ,,Dąbrowiacy”. W odległości 5 km od wsi znajduje się rybne jezioro Klępnicko.